# Kurt Olsson – filmen om mitt liv som mej själv
Kurt Olsson – filmen om mitt liv som mej själv är en svensk film som hade biopremiär i Sverige den 9 februari 1990, regisserad av Håkan Wennberg.

## Handling
Historien om Kurt Olsson, från barndomsåldern till nutid. Redan i skolan lyckas Kurt ställa till kaos och det blir inte bättre under militärtjänsten, vid högertrafikomläggningen eller när han jobbar på varvet. Filmen skildrar även flera händelser under efterkrigstiden i Sverige och andra länder, till exempel andra världskrigets slutskede, Sputnik 2:s varv runt Jorden och svenska högertrafikomläggningen.

## Produktion
Filmen spelades in under 1989, och många av utomhusscenerna är inspelade i Göteborg. Spårvagnsscenen är inspelad tillsammans med Spårvägssällskapet Ringlinien på stickspåret på Älvsborgsgatan, de militära scenerna är inspelade på före detta Lv 6 område vid Kvibergs kaserner och varvsscenerna på Gotenius Varv.

## Rollista (i urval)
- Lasse Brandeby - Kurt Olsson, Olle Olsson
- Hans Wiktorsson - Arne Nyström, Einar Nyström
- Anki Rahlskog - Gudrun som tonåring och vuxen, Asta Olsson
- Ulla Skoog - Gun
- Med Reventberg - Ortrud
- Agneta Danielson - Alfhild
- Joel Cederholm - Kurt Olsson, 7-8 år
- Tobias Olofsson - Arne Nyström, 7-8 år
- Ellinor Svensson - Gudrun, 7-8 år
- Kent Andersson - Guns pappa
- Thomas Nystedt - Bertil
- Leo Cullborg - Rektor
- Ulf Dageby - Kapten Flinck
- Lasse Kronér - Lumparpolare
- Stefan Ljungqvist - Polis
- Hans Mosesson - Överste
- Jussi Larnö - Kapten Stålkrage
- Per Oscarsson - Personaldirektör Lindroth

### Fotnoter
1. ↑  ”Kurt Olsson. Filmen om mitt liv som mej själv”. Svensk filmdatabas. 9 februari 1990. http://www.sfi.se/sv/svensk-filmdatabas/Item/?itemid=17263&type=MOVIE&iv=Basic. Läst 25 oktober 2016.
2. ↑  ”Kurt Olsson. Filmen om mitt liv som mej själv”. Svensk filmdatabas. 26 februari 1989. http://www.sfi.se/sv/svensk-filmdatabas/Item/?itemid=17263&type=MOVIE&iv=RecordingPlace. Läst 25 oktober 2016.